# Чосон Вимана
Чосон Вимана (194—108 до н. э.) — последняя династия первого корейского государства Кочосон. Берёт начало с захвата трона Кочосона Виманом и заканчивается смертью внука Вимана, короля Уго, в борьбе с китайской Хань.
Виман был беженцем из китайского государства Янь, присягнувшим королю Чуну. Чун назначил Вимана воеводой в западных землях Кочосона, однако Виман поднял восстание и сверг Чуна с трона, после чего перенёс столицу государства в Вангомсон (왕검성, 王險城), современный Пхеньян.
Во время этого периода Кочосон расширило свои владения и стало контролировать торговые пути между китайским Хань и близлежащими регионами к северо-востоку. Чувствуя надвигающуюся угрозу со стороны Кочосона и опасаясь его союза с племенами Хунну, ханьский император У-ди развязал с Кочосоном войну в 109 году до н. э. После года боёв Вангомсон пал и Кочосон был разрушен. Хань основала четыре округа на захваченных территориях: Лолан (кор. Наннан), Сюаньту (кор. Хёндо), Линтунь (кор. Имдун), Чжэньфань (кор. Чинбон), три из которых в течение нескольких лет пали под ударами местного сопротивления, а четвёртый, Лолан, оставался важным культурным и торговым регионом до захвата государством Когурё в 313 году.